# Randolph (Wisconsin)
Randolph es una villa ubicada en el condado de Columbia en el estado estadounidense de Wisconsin. En el Censo de 2010 tenía una población de 1.811 habitantes y una densidad poblacional de 566,18 personas por km².

## Geografía
Randolph se encuentra ubicada en las coordenadas 43°32′22″N 89°0′10″O / 43.53944, -89.00278. Según la Oficina del Censo de los Estados Unidos, Randolph tiene una superficie total de 3.2 km², de la cual 3.2 km² corresponden a tierra firme y (0.08%) 0 km² es agua.

## Demografía
Según el censo de 2010, había 1.811 personas residiendo en Randolph. La densidad de población era de 566,18 hab./km². De los 1.811 habitantes, Randolph estaba compuesto por el 96.69% blancos, el 0.17% eran afroamericanos, el 0.39% eran amerindios, el 0.17% eran asiáticos, el 0% eran isleños del Pacífico, el 1.49% eran de otras razas y el 1.1% pertenecían a dos o más razas. Del total de la población el 4.75% eran hispanos o latinos de cualquier raza.